# 亚洲1号通信卫星
亚洲1号卫星（AsiaSat 1）是美国休斯飞机公司制造的静止轨道通信卫星。卫星本体呈圆柱体，直径2.2米，高6.5米，有24个C波段转发器，重1.25吨，设计运行寿命10年。卫星原为美国的西联星-6号，在1984年2月3日由美国“挑战者号”发射上天但未成功入轨，后由美国航天飞机“发现号”于11月12日回收。经修整后，被香港亞洲衛星有限公司购得，并命名为亚洲一号卫星，主要为中国及亚洲各国提供通信服务。亚洲一号卫星于1990年4月7日由长征三号火箭从西昌卫星发射中心发射成功。2003年4月，亚洲一号卫星退役。